# Prostorový zvuk

Symbol 5.1 prostorového zvuku

Prostorový zvuk je koncept, který rozšiřuje zvuk v prostoru z nulového nebo jednoho rozměru (mono/stereo) do druhého nebo třetího rozměru.
To se většinou provádí za účelem věrnějšího zvukového prostředí, například v kinech nebo v počítačových hrách.
Postupně se objevilo několik formátů pro záznam prostorového zvuku. Především DVD-Audio (DVD-A) nebo SACD (Super Audio CD), Dolby Digital, DTS, DVD-Video (DVD-V), MP3 Surround a Sony Dynamic Digital Sound (SDDS).

## Tvorba
Existuje několik způsobů vytvoření prostorového dojmu ze zvuku.

### Více reproduktorů
Nejčastěji se používá několik reproduktorů rozmístěných kolem posluchače. Dnes se můžeme setkat s počtem od 4 do 10, často ještě doplněno subwooferem. Od toho se odvozuje číselné označení. 4.0 znamená 4 reproduktory bez subwooferu, nejčastěji používané systémy 5.1 znamená 5 reproduktorů a subwoofer. Nejmodernější zvukové systémy mají 7 a více reproduktorů + subwoofer.
Pokud máme jen stereofonní nebo monofonní nahrávku, máme několik možností jak ji na 5.1 soustavě přehrát. Nejprimitivnější metodou je použít pouze dané reproduktory (2 přední, u mono jen středový), a zbytek nechat potichu. Mnohem lépe ale zní, pokud zvuk pomocí matice překódujeme do daného počtu reproduktorů, a navíc použijeme filtr pro oddělení nízkých kmitočtů (pod 140 Hz) které bude hrát subwoofer.

### Psychoakustika

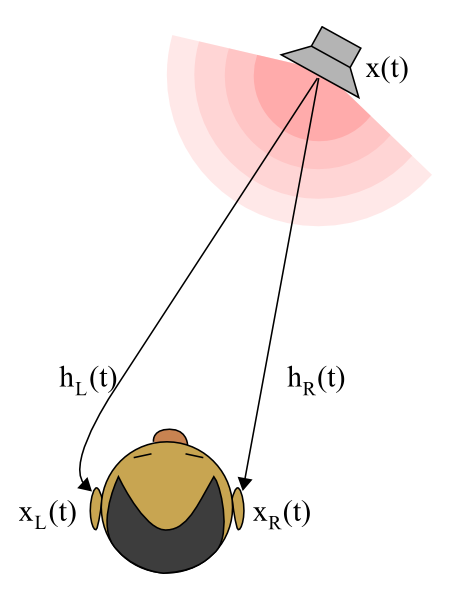
Diagram HRTF

Druhou možností je tzv. psychoakustická metoda. U této metody stačí pouze běžná stereosoustava (2.0). V principu jde o to, že se například výstřel z počítačové hry přehraje dvakrát, s malým časovým odstupem, s rozdílnou hlasitostí, fázovým posunem a dalšími úpravami. Z toho si lidský mozek mylně vyhodnotí, že k výstřelu došlo například za hráčem. K docílení tohoto efektu je nutné znát pozici posluchače a reproduktorů. V optimálním případě by měl být úhel mezi reproduktory 30–45°.
Tento způsob se také označuje zkratkou HRTF (Head-related transfer function) a využívají ho technologie jako A3D, DirectSound3D nebo Sensaura.